# Felix Smith

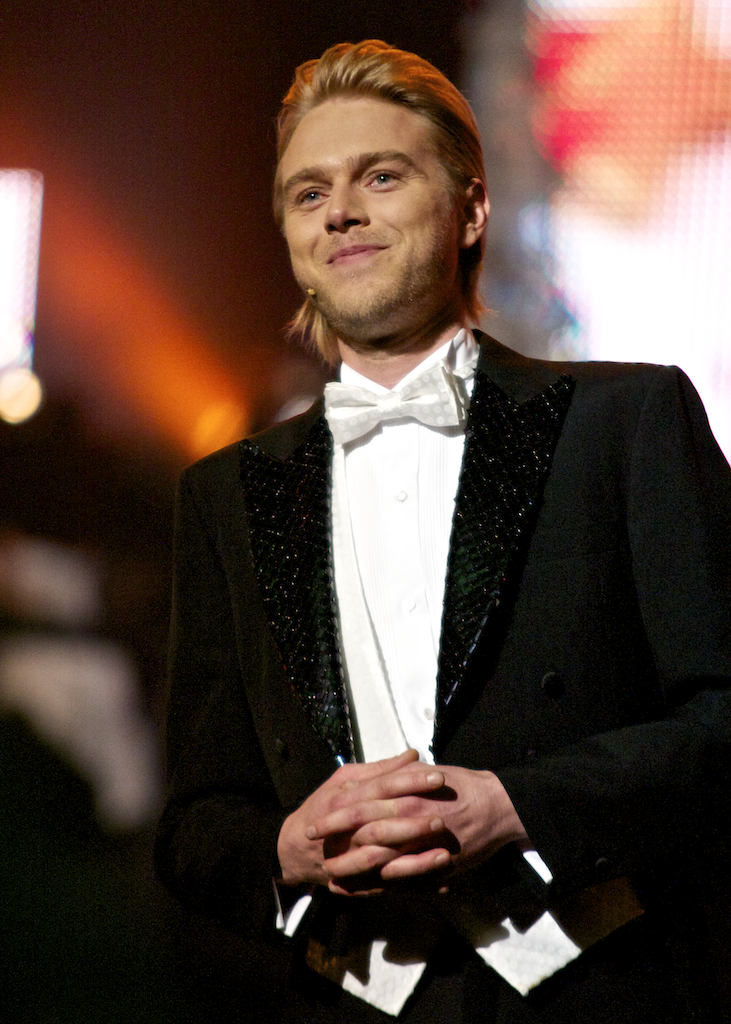

Felix Smith (12 de octubre de 1976) es un cómico, presentador de televisión y locutor de radio danés.
Felix presenta diversos programas y en 2009 presentó el Dansk Melodi Grand Prix, la preselección danesa para el Festival de Eurovisión, junto con Birthe Kjaer. Según rumores, podría volverlo a presentar en 2010.